# Suzanne Meunier
Pour les articles homonymes, voir Meunier.
Suzanne Meunier-Point, née Suzanne Marie Elia Meunier-Pouthot le 5 juillet 1888 à Suresnes et morte le 5 mai 1979 à Paris, est une artiste peintre, dessinatrice et graveuse française, connue pour ses illustrations dans le genre pin-up.
Avec Vala Moro, mystérieuse artiste autrichienne des années 1930 et la danoise Gerda Wegener, Suzanne Meunier est l'une des seules femmes peintres à avoir produit des images de « demoiselles très peu vêtues », dans un milieu  maîtrisé par des artistes de sexe masculin.

## Biographie
Suzanne Marie Elia Meunier-Pouthot naît le 5 juillet 1888 à Suresnes, fille d'un manufacturier Albert Meunier-Pouthot et de Berthe Point.
Après avoir suivi les cours de l'Académie Julian à Paris, Suzanne Meunier-Point rejoint l'Union des femmes peintres et sculpteurs qui l'expose en 1909.
Puis elle entre à l'école des beaux-arts de Barcelone en 1911, et publie ses premiers dessins dans plusieurs livraisons de la revue catalane Hojas Selectas.
Ses premières compositions sous le nom de « Suzanne Meunier » paraissent en France à partir de 1914 dans l'hebdomadaire Pages folles, puis de 1917 dans Le Sourire figurant les « petites femmes de guerre », marraines des soldats, puis dès 1918 dans La Vie parisienne et Fantasio, dans un style « boudoir », puis, à compter de 1922 dans Éros, « publication mensuelle d'art physique » publiée par la Librairie de l'estampe d'Antonin Reschal (en réalité une réédition de 1914). En 1923, The Strand Magazine lui consacre des pages dans son numéro de Noël.
En 1916, elle expose à Paris, galerie Joubert (toujours chez Reschal) et chez Richebourg, place de la Madeleine. Dans les années 1930, elle travaille en lien avec Sydney Z. Lucas, propriétaire à New York de la Camilla Lucas Gallery et de la Paris Etching Society.
Son art s'exprime aussi à travers de nombreuses lithographies et des cartes postales.
Suzanne Meunier meurt le 5 mai 1979 dans le 17e arrondissement de Paris,.